# Manduca dilucida
Manduca dilucida, là một loài bướm đêm thuộc họ Sphingidae. M. dilucida, gặp ở México, Belize, và Costa Rica.

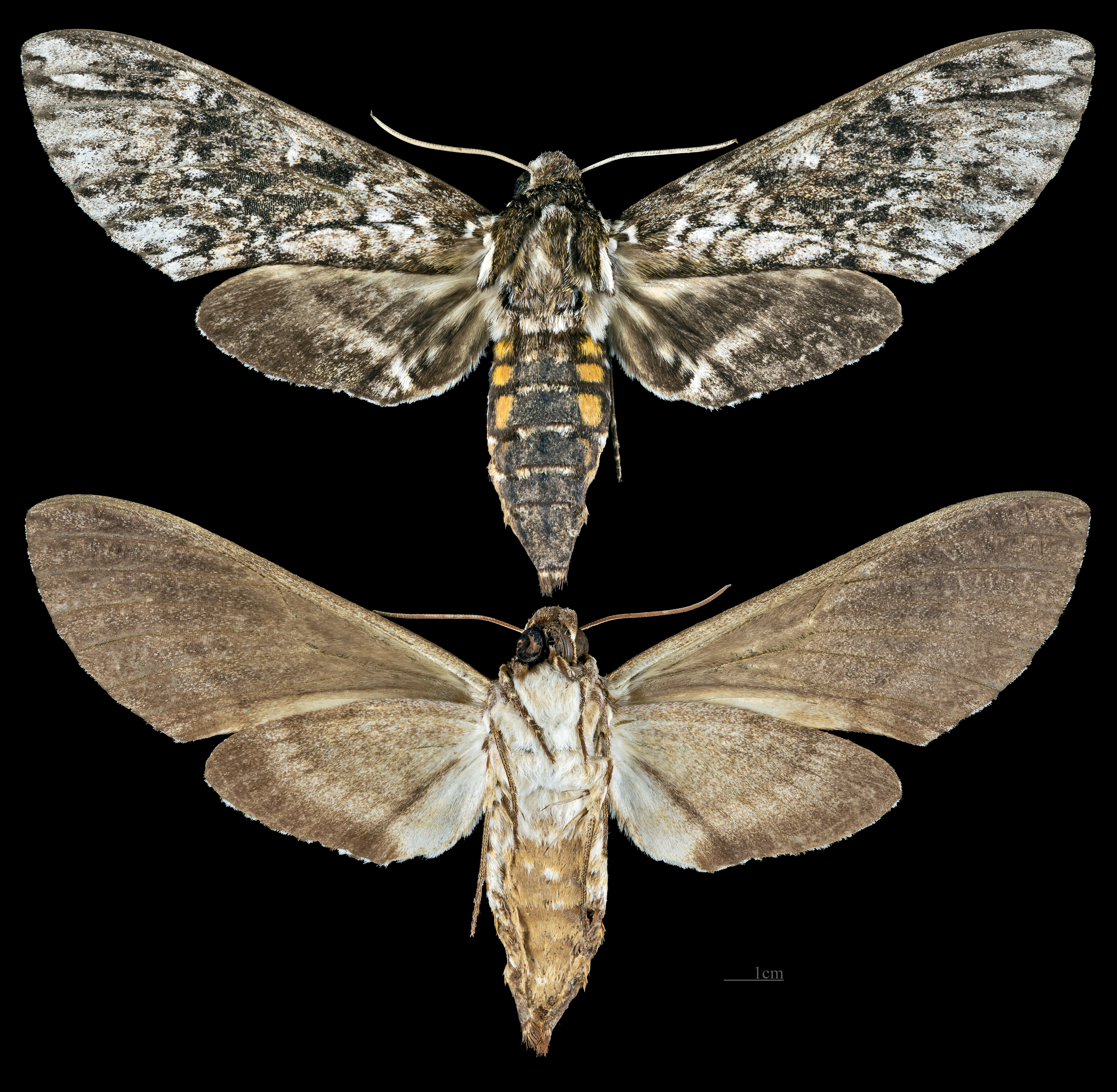
Manduca dilucida  ♀
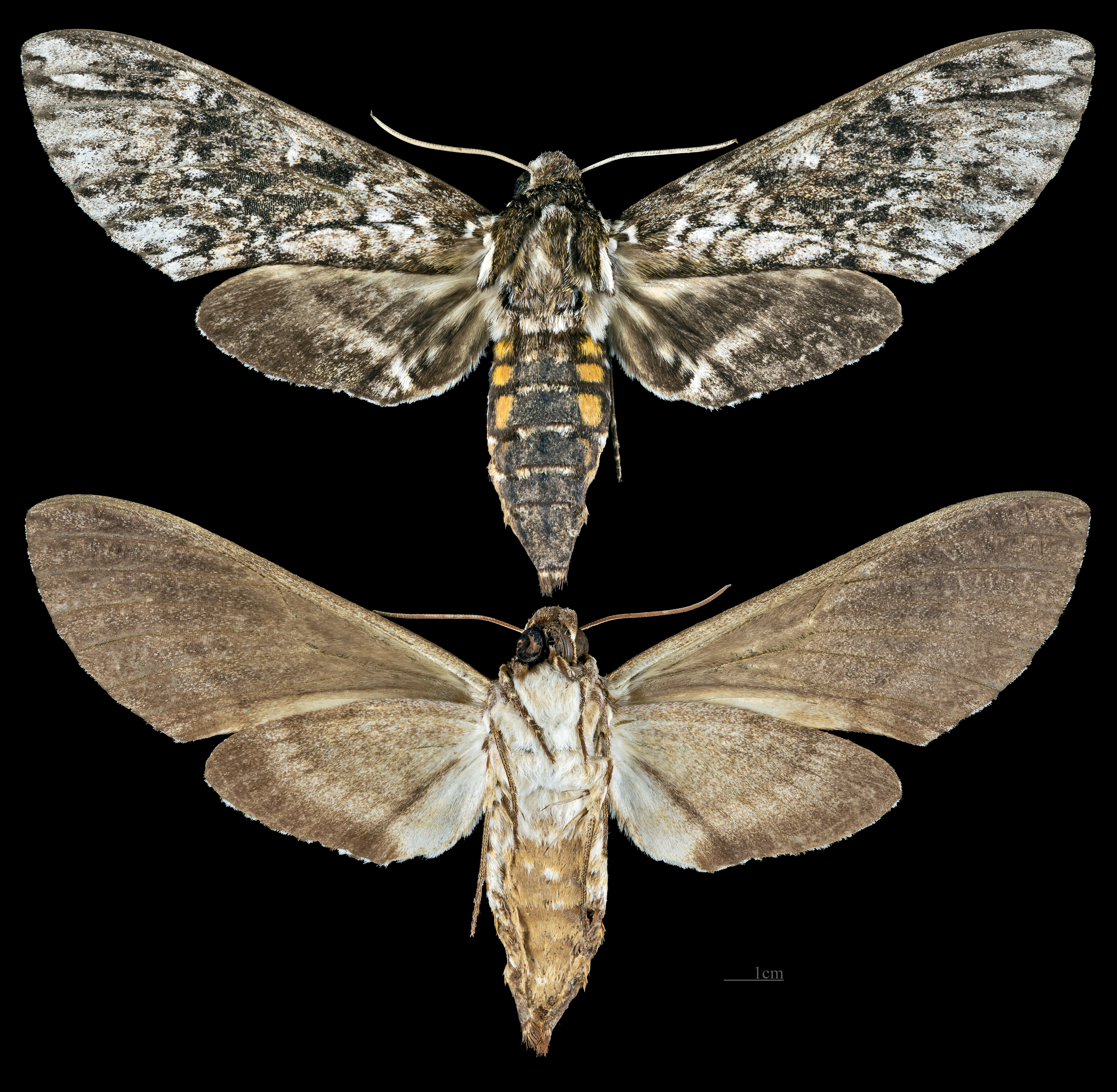
Manduca dilucida  ♀ △